# Prosimulium albionense
Prosimulium albionense är en tvåvingeart som beskrevs av Rothfels 1956. Prosimulium albionense ingår i släktet Prosimulium och familjen knott. Inga underarter finns listade i Catalogue of Life.